# Équipe des Pays-Bas masculine de basket-ball
Cet article traite de l'équipe masculine. Pour l'équipe féminine, voir Équipe des Pays-Bas féminine de basket-ball.
Maillots
L'équipe des Pays-Bas masculine de basket-ball (en néerlandais : Het Nederlands nationaal basketballbalteam) est l'équipe nationale qui représente les Pays-Bas dans les compétitions internationales masculine de basket-ball. Elle est placée sous l'égide de la Fédération des Pays-Bas de basket-ball (Basketball Nederland). L'équipe est affiliée à la FIBA depuis 1946. Son surnom est Orange Lions.
Les Néerlandais ont participé à l'EuroBasket à 16 reprises. Leur meilleur résultat remonte à 1983, où ils ont terminé à la quatrième place. Ils se sont également qualifiés pour le Championnat du monde masculin de basket-ball 1986. Cependant, ces dernières années, l'équipe nationale a eu du mal à maintenir sa régularité pour participer aux grands tournois internationaux.

## Histoire

### Les débuts (1946-1961)

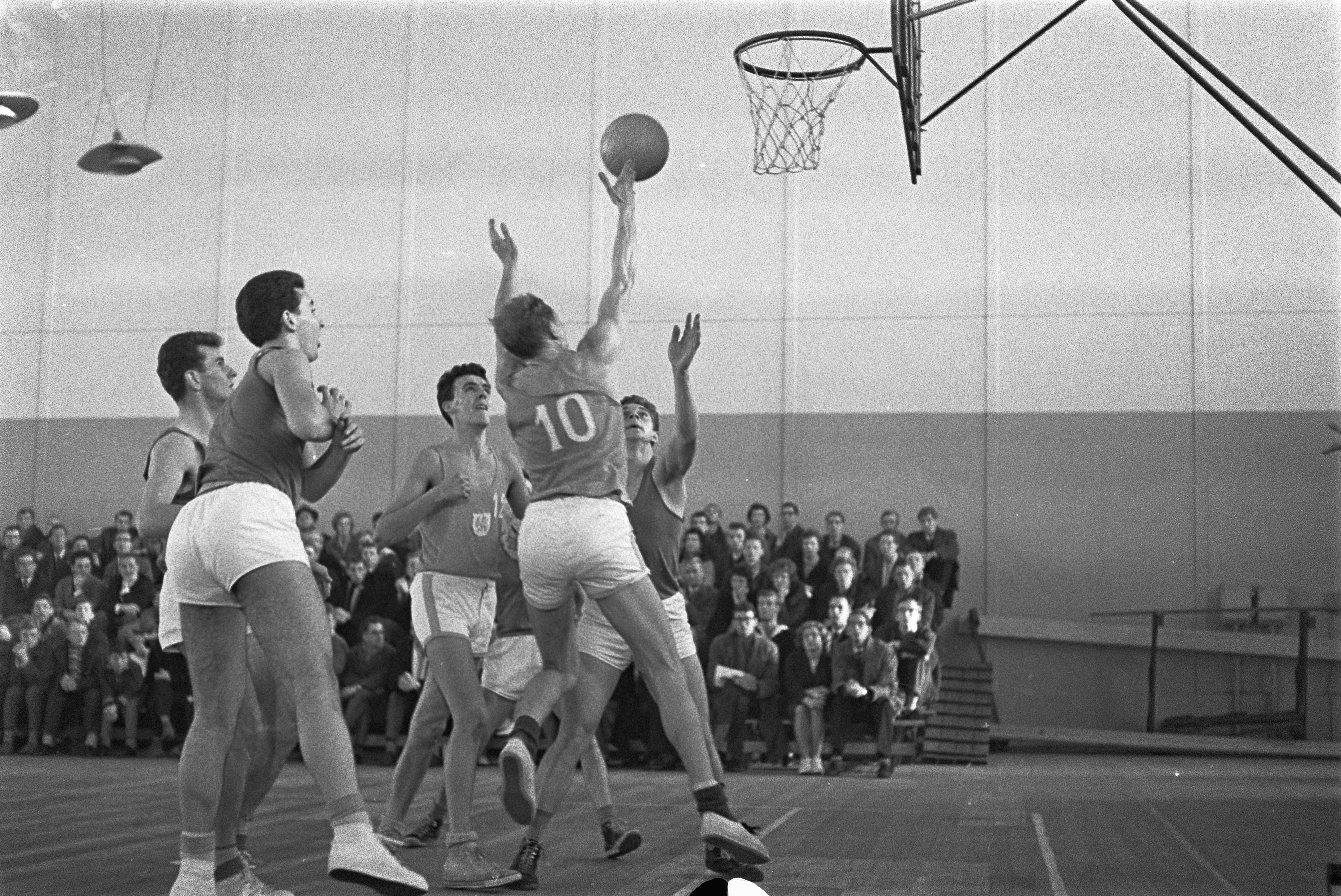
Contre le Luxembourg en 1959

L'équipe des Pays-Bas rejoint la FIBA en 1946. Ils disputent leur premier match officiel le 30 avril 1946 face à l'équipe d'Angleterre avec une victoire 48 à 27 lors du championnat d'Europe 1946 en Suisse. Les néerlandais finiront à la 6e place de la compétition.
Durant cette période, les Pays-Bas ont participé aux championnats d'Europe de 1947, 1949 et 1951 avec leur meilleure performance en 1949 avec une 5e place. En revanche, ils ne se qualifient ni pour les Jeux olympiques, ni pour les championnats du monde.

### Succès à l'EuroBasket et début en Championnat du monde (1961-1991)

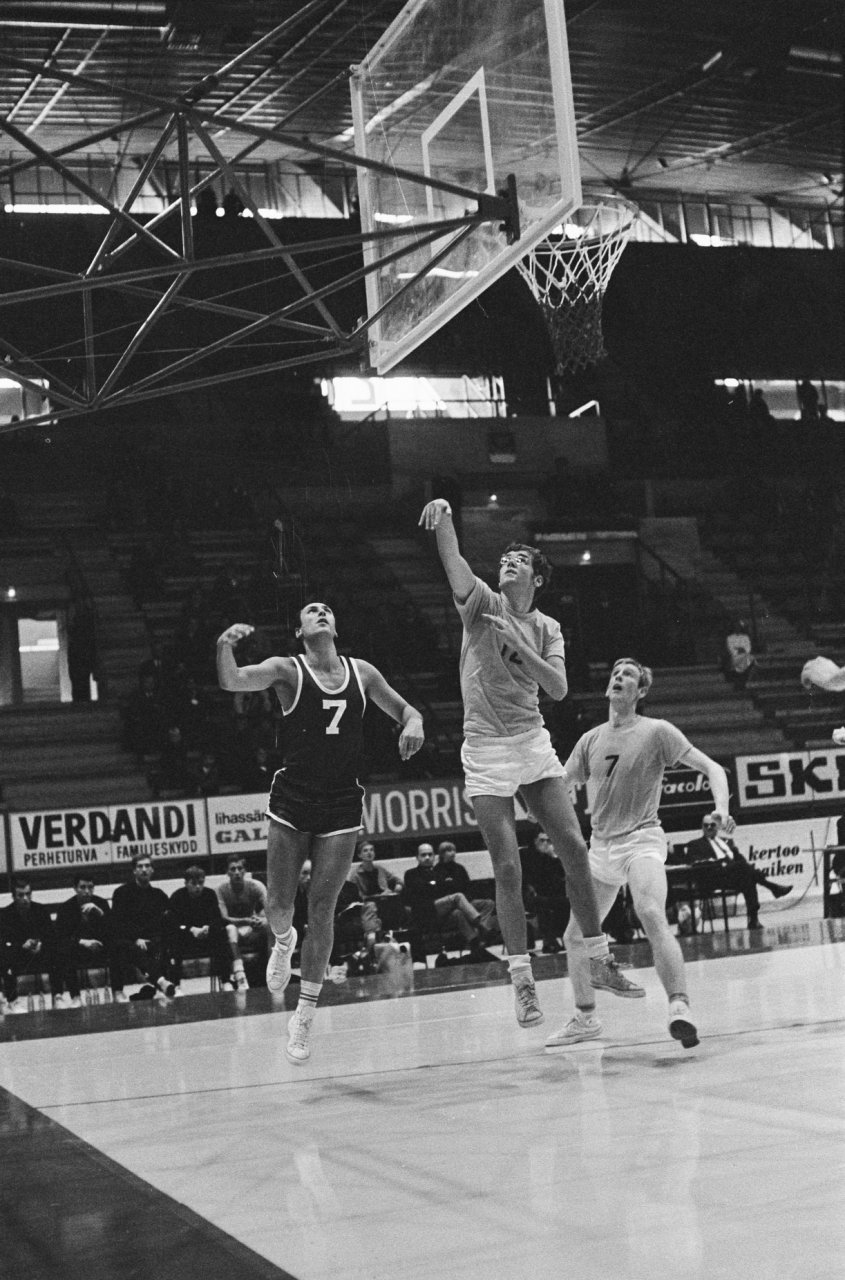
Contre la Belgique à l'Eurobasket 1967

L'équipe des Pays-Bas s'est qualifiée pour trois championnats d'Europe durant les années 1960 ; en 1961, en 1963 et en 1967, finissant à chaque fois au-delà de la 15e place. Après trois tournois manqués consécutifs, les Pays-Bas ont participé aux championnats d'Europe en 1975, en 1977 et en 1979, finissant à chaque fois dans le Top 10 de la compétition. Lors de l’EuroBasket de 1977, le joueur vedette des Pays-Bas, Kees Akerboom Sr, a brillé pendant le tournoi. Il a terminé la compétition en tant que meilleur joueur, et a gagné une place dans l’équipe type du tournoi. Il rate néanmoins la qualification pour l'EuroBasket 1981.
Lors de l’EuroBasket 1983, les Néerlandais ont connu leur plus grand succès historique sous la direction de l’entraîneur-chef Vladimir Heger. L’équipe nationale a terminé la quatrième place au tournoi. Les Hollandais ont atteint les demi-finales, mais ont perdu contre l’équipe d'Italie. Lors du match pour la troisième place, ils s'inclinent encore, cette fois contre l’équipe d'Union soviétique.
Trois ans après avoir réussi au niveau continental, les Pays-Bas se sont qualifiés pour la Coupe du monde 1986. L’équipe nationale n’a pas réussi à sortir de la phase de groupe, terminant le tournoi avec un bilan de 2 victoires pour 3 défaites pour se classer à la 14e place de la compétition.
Les Pays-Bas ont participé également à l'EuroBasket 1985, à l'EuroBasket 1987 et l'EuroBasket 1989.

### Longue période de difficultés (1991-2012)

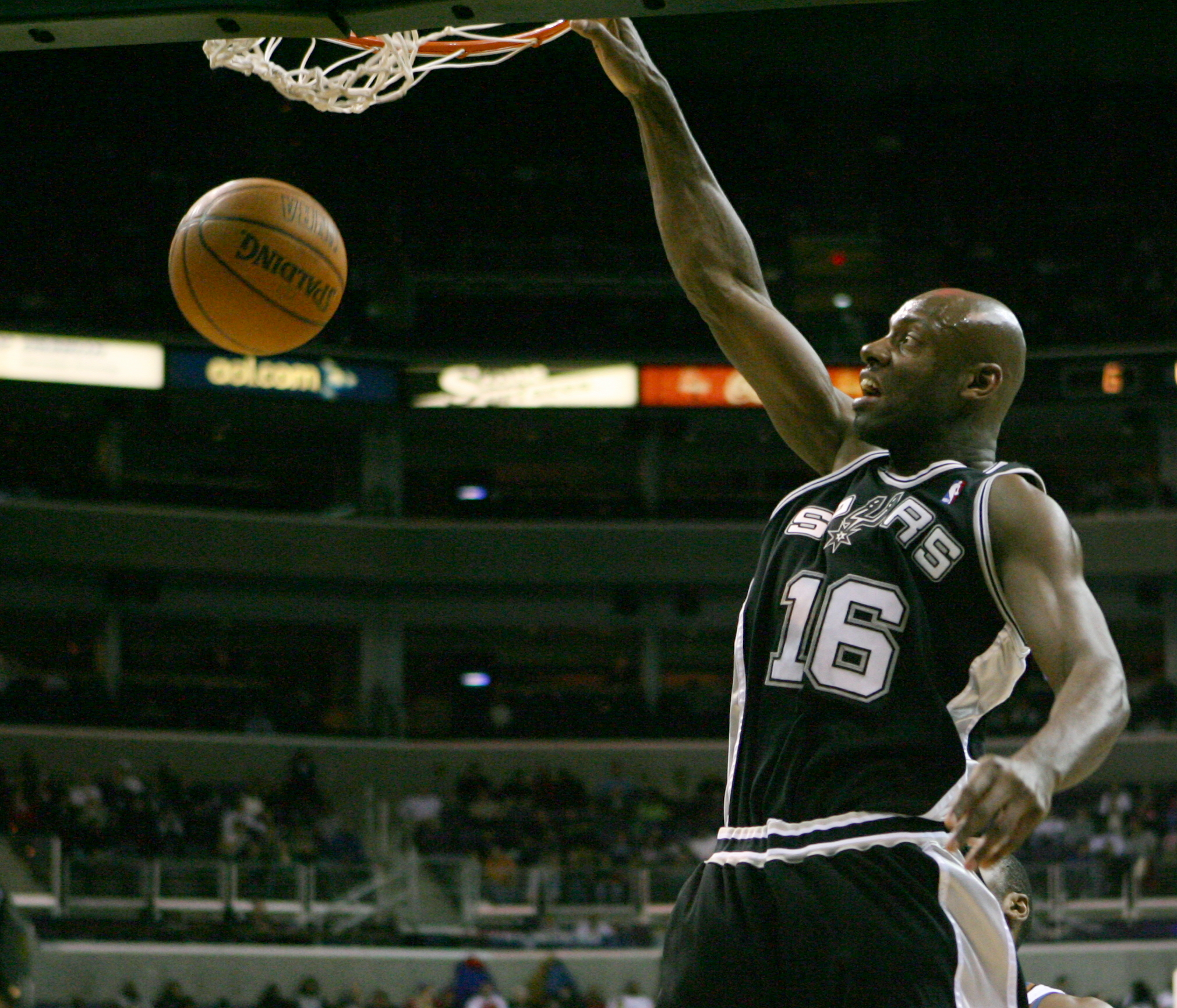
Francisco Elson

Entre 1991 et 2012, l'équipe des Pays-Bas n'a pas réussi à se qualifier pour la moindre compétition internationale avec pourtant des joueurs NBA comme Francisco Elson, champion NBA en 2007 avec les Spurs de San Antonio ou encore Rik Smits, le 2e choix de la draft 1988 de la NBA et star des Pacers de l'Indiana. Seul Dan Gadzuric, joueur principalement des Bucks de Milwaukee, n'a jamais voulu porter les couleurs de sa sélection nationale.
Les matchs à domicile étaient généralement disputés au Topsportcentrum d’Almere et n’avaient généralement pas l’attention des médias ou le soutien des fans aux Pays-Bas.

### La renaissance et miracle de 2014 (2012-2015)

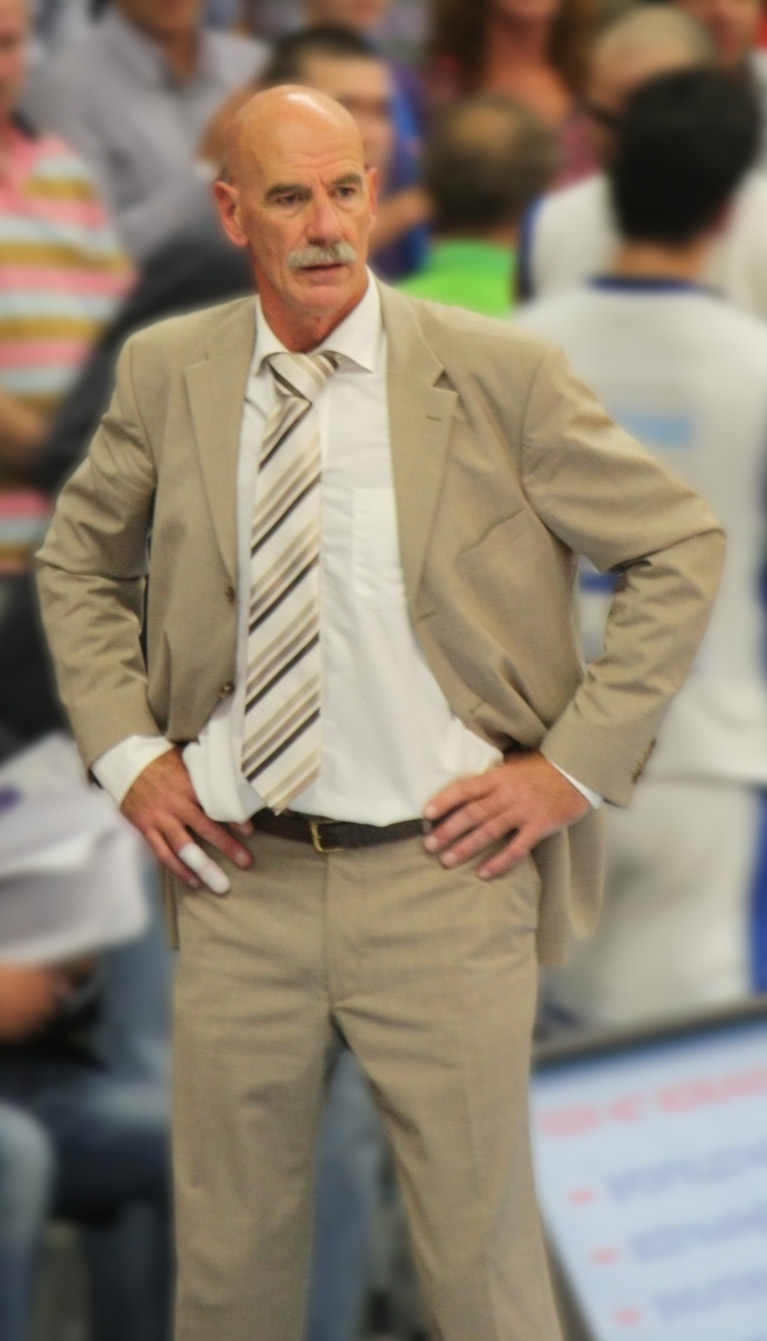
Toon van Helfteren a entraîné l’équipe nationale à son premier tournoi EuroBasket en 26 ans

En décembre 2012, il a été annoncé que l’équipe nationale des Pays-Bas serait dissoute pour 2 ans, parce que la fédération nationale NBB n’était pas disposé à investir de l’argent dans l'équipe. Après une campagne des joueurs néerlandais qui ont joué dans la Ligue néerlandaise de basket-ball, l’équipe nationale a finalement été sauvé. Le diffuseur sportif Sport1 est devenu le principal sponsor et les équipes DBL ont investi dans l’équipe, qui a recommencé à jouer.
En août 2013, les Pays-Bas étaient sur le point de se qualifier pour EuroBasket 2015, mais ont perdu deux matchs 20-0 parce que l’équipe a joué avec deux joueurs – Mohamed Kherrazi et Sean Cunningham – qui ont été identifiés comme joueurs étrangers par la FIBA. 
Au début du deuxième tour de qualification 2015, les choses s’annonçaient mal pour l’Oranje. Les équipes DBL n’avaient plus d’argent à investir dans l’équipe et la fédération néerlandaise n’était pas prête à reprendre l’équipe. L’entraîneur-chef Toon van Helfteren, qui travaillait comme bénévole, se préparait toujours pour les matchs de qualification. Il a invité 42 joueurs à jouer pour l’équipe nationale, mais après que la plupart des joueurs (notables) ont rejeté l’offre, il a commencé son premier camp d’entraînement avec 7 joueurs. L’équipe a finalement choqué le monde, en battant le Monténégro favori pour obtenir la deuxième place dans leur groupe. Le 27 août 2014, l’équipe nationale néerlandaise s’est qualifiée pour EuroBasket pour la première fois en 25 ans.

### Retour à l'EuroBasket (2015 et 2022)
L’équipe nationale a quitté le NBB et FEB, à partir de 2015 l’équipe était dirigée par le NMT. L’entraîneur Van Helfteren a ensuite prolongé son contrat avec l’équipe nationale. Contrairement à l’été 2014, de grands joueurs de ligues étrangères ont posé leur candidature pour l’équipe nationale.
Lors du premier match à EuroBasket 2015, les Néerlandais ont battu la Géorgie 73-72 derrière Charlon Kloof avec 22 points et Worthy de Jong avec 16 points. Néanmoins, l'équipe nationale perd ses quatre autres matches de groupe.
Le 22 juillet 2019, l’entraîneur italien Maurizio Buscaglia a signé un contrat pour devenir l’entraîneur-chef des Pays-Bas, qui prendra fin à l’été 2021. Après un EuroBasket 2022 complètement raté où les Pays-Bas ont perdu tout leur match, Buscaglia a été renvoyé. Radenko Varagić a été nommé entraîneur-chef intérimaire pour les qualifications restantes de la Coupe du monde en novembre.

## Résultats

### Palmarès
| Compétitions mondiales                             | Compétitions continentales |
| -------------------------------------------------- | -------------------------- |
| - Jeux olympiques - Néant - Coupe du monde - Néant | - EuroBasket - Néant       |

### Parcours en compétitions internationales

#### Jeux olympiques
| Année | Position      |      | Année         | Position     |               | Année | Position |
| 1936  | Non qualifiée | 1976 | Non qualifiée | 2008         | Non qualifiée |       |          |
| 1948  | Non qualifiée | 1980 | Non qualifiée | 2012         | Non qualifiée |       |          |
| 1952  | Non qualifiée | 1984 | Non qualifiée | 2016         | Non qualifiée |       |          |
| 1956  | Non qualifiée | 1988 | Non qualifiée | 2020         | Non qualifiée |       |          |
| 1960  | Non qualifiée | 1992 | Non qualifiée | 2024         | Non qualifiée |       |          |
| 1964  | Non qualifiée | 1996 | Non qualifiée | 2028         |               |       |          |
| 1968  | Non qualifiée | 2000 | Non qualifiée | 2032         | -             |       |          |
| 1972  | Non qualifiée | 2004 | Non qualifiée | Pays inconnu | -             |       |          |

#### Coupe du monde
| Année | Position      |      | Année         | Position |               | Année | Position |
| 1950  | Non qualifiée | 1978 | Non qualifiée | 2006     | Non qualifiée |       |          |
| 1954  | Non qualifiée | 1982 | Non qualifiée | 2010     | Non qualifiée |       |          |
| 1959  | Non qualifiée | 1986 | 14e           | 2014     | Non qualifiée |       |          |
| 1963  | Non qualifiée | 1990 | Non qualifiée | 2019     | Non qualifiée |       |          |
| 1967  | Non qualifiée | 1994 | Non qualifiée | 2023     | Non qualifiée |       |          |
| 1970  | Non qualifiée | 1998 | Non qualifiée | 2027     | -             |       |          |
| 1974  | Non qualifiée | 2002 | Non qualifiée |          | -             |       |          |

#### EuroBasket
| Année | Position           |      | Année         | Position     |               | Année | Position |
| 1935  | Équipe inexistante | 1969 | Non qualifiée | 1999         | Non qualifiée |       |          |
| 1937  | Équipe inexistante | 1971 | Non qualifiée | 2001         | Non qualifiée |       |          |
| 1939  | Équipe inexistante | 1973 | Non qualifiée | 2003         | Non qualifiée |       |          |
| 1946  | 6e                 | 1975 | 10e           | 2005         | Non qualifiée |       |          |
| 1947  | 11e                | 1977 | 7e            | 2007         | Non qualifiée |       |          |
| 1949  | 5e                 | 1979 | 10e           | 2009         | Non qualifiée |       |          |
| 1951  | 10e                | 1981 | Non qualifiée | 2011         | Non qualifiée |       |          |
| 1953  | Non qualifiée      | 1983 | 4e            | 2013         | Non qualifiée |       |          |
| 1955  | Non qualifiée      | 1985 | 12e           | 2015         | 21e           |       |          |
| 1957  | Non qualifiée      | 1987 | 10e           | 2017         | Non qualifiée |       |          |
| 1959  | Non qualifiée      | 1989 | 8e            | 2022         | 22e           |       |          |
| 1961  | 15e                | 1991 | Non qualifiée | 2025         | Non qualifiée |       |          |
| 1963  | 16e                | 1993 | Non qualifiée | 2029         | -             |       |          |
| 1965  | Non qualifiée      | 1995 | Non qualifiée | Pays inconnu | -             |       |          |
| 1967  | 16e                | 1997 | Non qualifiée | Pays inconnu | -             |       |          |

## Effectif
Effectif lors du Championnat d'Europe de basket-ball 2022 :
| Numéro | Joueur                       | Poste | Naissance        | Taille | Club 2021-2022           |
| ------ | ---------------------------- | ----- | ---------------- | ------ | ------------------------ |
| 0      | Yannick Franke               | SG    | 21 mai 1996      | 1,95 m | BC Andorra               |
| 1      | Keye van der Vuurst de Vries | PG    | 29 décembre 2001 | 1,91 m | Filou Oostende           |
| 5      | Leon Williams                | PG/SG | 25 juillet 1991  | 1,88 m | Donar Groningen          |
| 6      | Worthy de Jong               | SG/SF | 14 mars 1988     | 1,94 m | Zorg en Zekerheid Leiden |
| 9      | Mohamed Kherrazi             | PF    | 29 juin 1990     | 2,00 m | Heroes Den Bosch         |
| 11     | Shane Hammink                | SG/SF | 22 juillet 1994  | 2,01 m | Heroes Den Bosch         |
| 13     | Roeland Schaftenaar          | PF/C  | 29 juillet 1988  | 2,11 m | Club Basquet Coruña      |
| 14     | Jesse Edwards                | C     | 18 mars 2000     | 2,11 m | Orange de Syracuse       |
| 30     | Olaf Schaftenaar             | PF    | 15 mars 1993     | 2,06 m | CSU Sibiu                |
| 32     | Matt Haarms                  | C     | 22 avril 1997    | 2,21 m | Francfort Skyliners      |
| 33     | Jito Kok                     | PF/C  | 23 mars 1994     | 2,06 m | Spirou Charleroi         |
| 90     | Charlon Kloof                | PG    | 20 mars 1990     | 1,91 m | FC Porto                 |

Sélectionneur :  Maurizio Buscaglia

## Joueurs célèbres
- Hank Beenders
- Swen Nater
- Geert Hammink

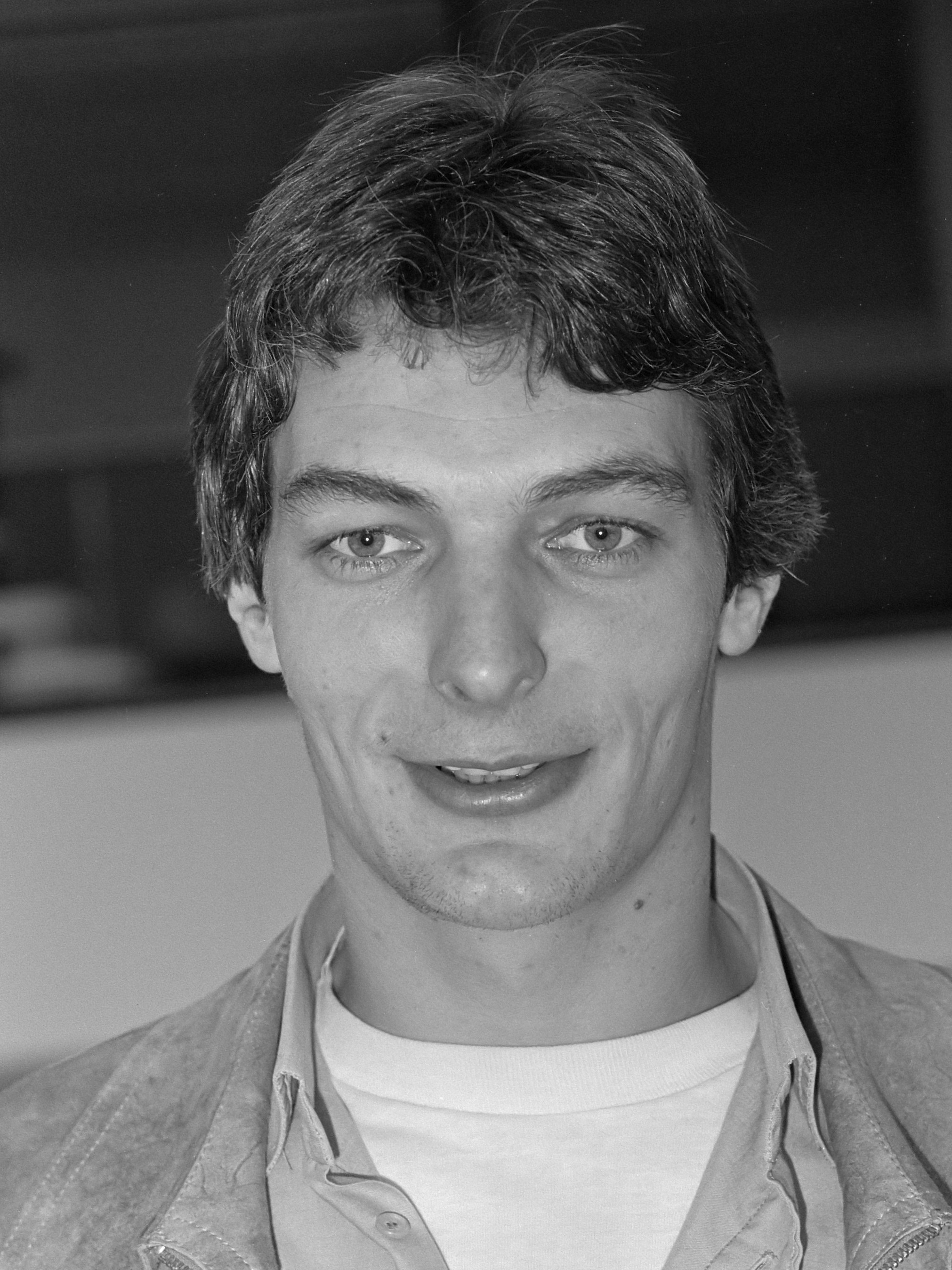
Kees Akerboom Sr
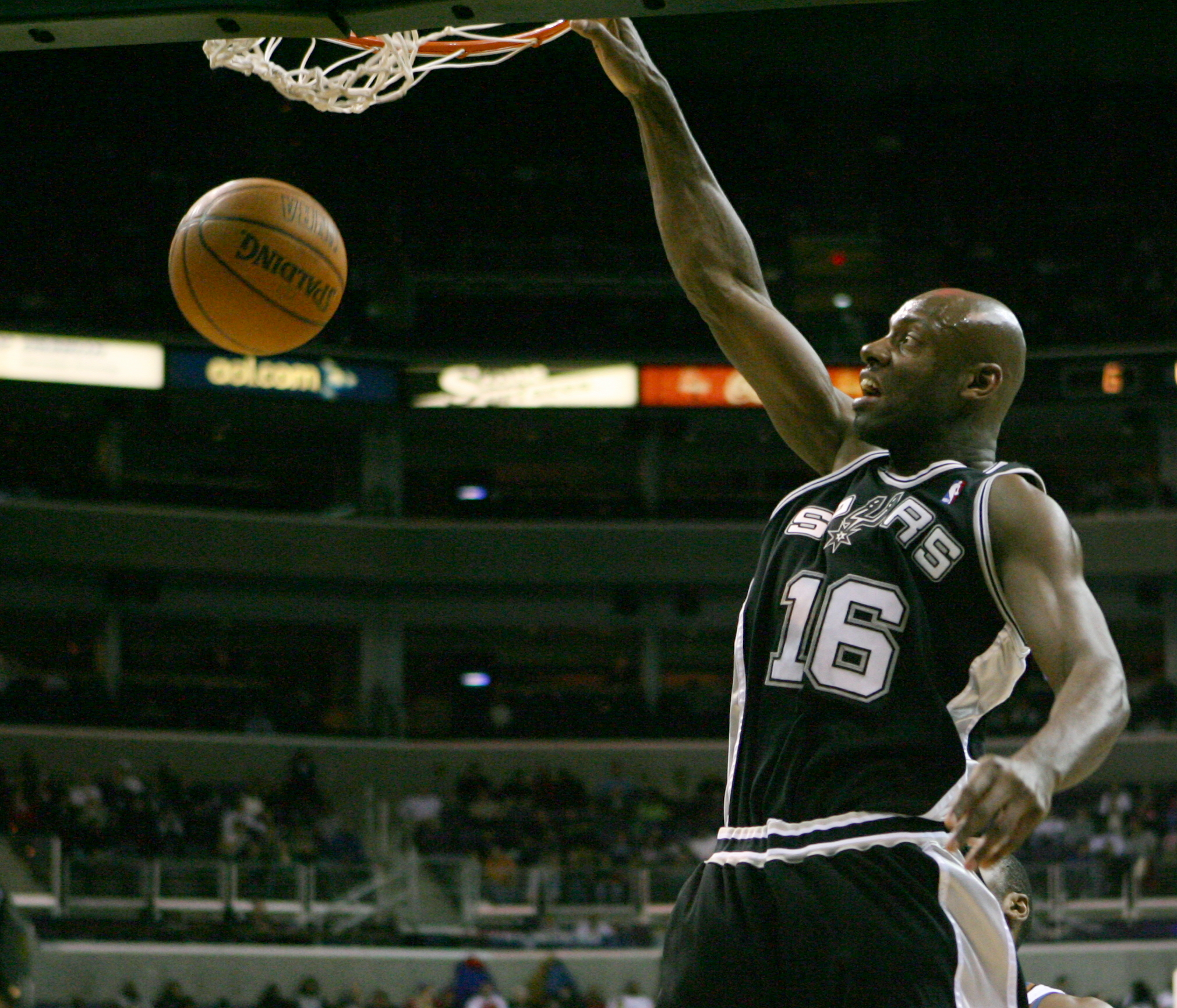
Francisco Elson
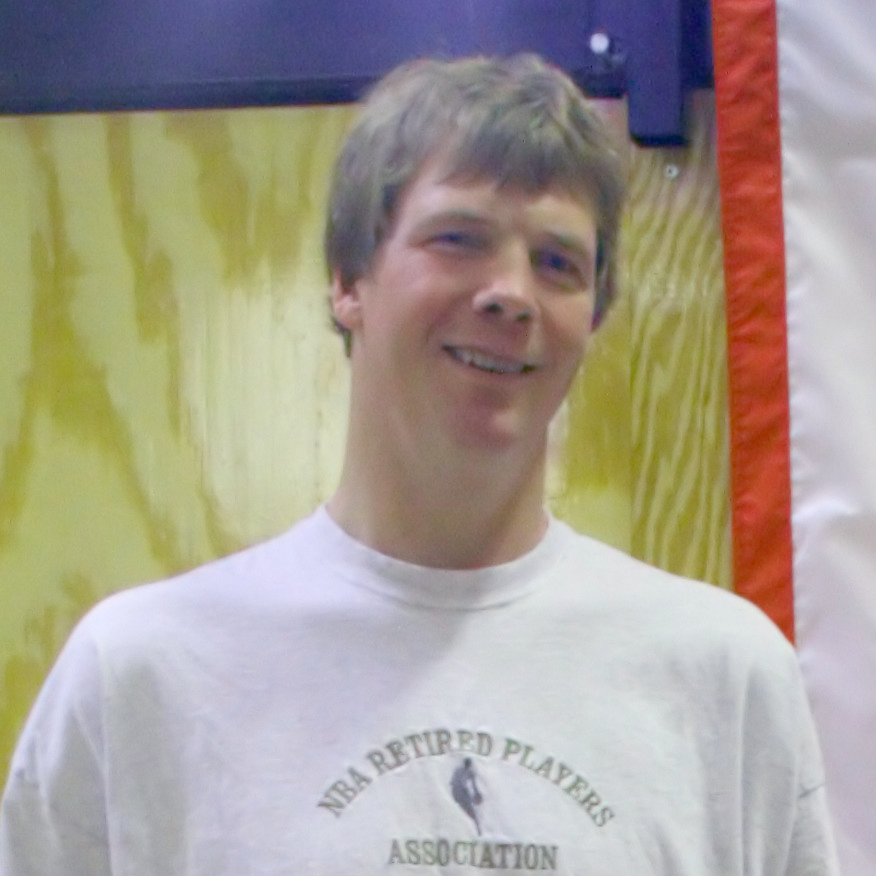
Rik Smits

## Sélectionneurs successifs
- Dick Schmüll (1946-1951)
- Freek Brandt (1952)
- Gerrit den Boef (1952-1953)
- Wim van Someren (1953-1955)
- Joop Koper (1955-1957)
- Tan Eng Hau (1956)
- Nico van Pelt (1957)
- Henk Aldenberg (1959)
- Cees Burgert (1960-1965)
- Jan Janbroers (1960-1965)
- Egon Steuer (1966-1970)
- Harry Kippers (1970-1971)
- René Mol (1971-1973)
- Jan Bruin (1974)
- Tom Quinn (1978-1979)
- Jan Sikking (1980)
- Ton Boot (1981)
- Ruud Harrewijn (1982)
- Vladimír Heger (1982-1986)
- Ruud Harrewijn (1986-1991)
- Randy Wiel (1991-1993)
- Toon van Helfteren (1993-1997)
- Lucien Van Kersschaever (1997-1999)
- Jan Eggens (1998-1999)
- Bob Gonnen (1999-2000)
- Maarten van Gent (2000-2003)
- Glenn Pinas (2004-2006)
- Marco van den Berg (2006-2008)
- Gadi Kedar (2008-2012)
- Jan Willem Jansen (2012-2013)
- Toon van Helfteren (2013-2019)
- Maurizio Buscaglia (2019-2022)
- Radenko Varagić (depuis 2022)